# 立川相互病院
立川相互病院（たちかわそうごびょういん）は、社会医療法人社団健生会が東京都立川市緑町に設置する病院。

## 概要
救急告示病院であり、年間4,242台の救急車搬入台数、月平均 1,145人の救急患者数の実績(2018年実績)がある。患者数の実績は外来1日平均 152.5人、入院1日平均 264.3人(ともに2018年実績)。
ICU6床、HCU16床、一般急性期265床からなる287床を擁している。
NPO法人卒後臨床研修評価機構 (JCEP)認定病院、公益財団法人日本医療機能評価機構認定病院(病院評価結果(4回目)は3rdG:Ver.1.1、2018年4月6日認定、2023年6月15日認定有効期限)。全日本民主医療機関連合会（民医連）に加盟している。

## 診療科
- 内科
- 消化器内科
- 循環器内科
- 呼吸器内科
- 神経内科
- 血液内科
- 内分泌内科
- 糖尿病・代謝内科
- 腎臓内科
- 外科
- 消化器外科
- 呼吸器外科
- 内分泌外科
- 肝臓外科
- 脳神経外科
- 血管外科

- 乳腺外科
- リハビリテーション科
- 整形外科
- 泌尿器科
- 産婦人科
- 小児科
- 皮膚科
- 眼科
- 耳鼻咽喉科
- 病理診断科
- 麻酔科
- 放射線科
- 心療内科
- 精神科
- 総合診療科
- 歯科

## 医療機関の認定
(この節の出典)
- 保険医療機関
- 労災保険指定医療機関
- 生活保護法指定医療機関
- 公害医療機関
- 原子爆弾被害者一般疾病医療取扱医療機関
- 母体保護法指定医の配置されている医療機関
- 身体障害者福祉法指定医の配置されている医療機関
- 指定自立支援医療機関（更生医療）
- 指定自立支援医療機関（育成医療）
- 指定自立支援医療機関（精神通院医療）
- 臨床研修病院（厚生労働省指定基幹型臨床研修病院[8]）
- DPC対象病院
- 無料低額診療事業実施医療機関
- このほか、各種法令による指定・認定病院であるとともに、各学会の認定施設でもある。

## 特徴
病院の理念により、差額ベッド料（個室料）を病院開設時より徴収していない。

## 関連書籍
- 『いいお産、したい : 小豆沢病院・立川相互病院産科チームの発信』及川和夫著,1991,桐書房 ISBN 4-87647-144-4

## 関連施設
- 健生会ふれあい相互病院 - 立川市錦町
- あきしま相互病院 - 昭島市もくせいの杜

## 交通アクセス
- JR中央本線・青梅線・南武線「立川駅」北口から徒歩８分
- 多摩都市モノレール「立川北駅」から徒歩7分

## 周辺
- 国営昭和記念公園
- 国立病院機構災害医療センター
- ハローワーク立川
- ファーレ立川郵便局